# Robert Sweet
|  | Dieser Artikel wurde aufgrund von formalen oder inhaltlichen Mängeln in der Qualitätssicherung Biologie zur Verbesserung eingetragen. Dies geschieht, um die Qualität der Biologie-Artikel auf ein akzeptables Niveau zu bringen. Bitte hilf mit, diesen Artikel zu verbessern! Artikel, die nicht signifikant verbessert werden, können gegebenenfalls gelöscht werden. Lies dazu auch die näheren Informationen in den Mindestanforderungen an Biologie-Artikel. |

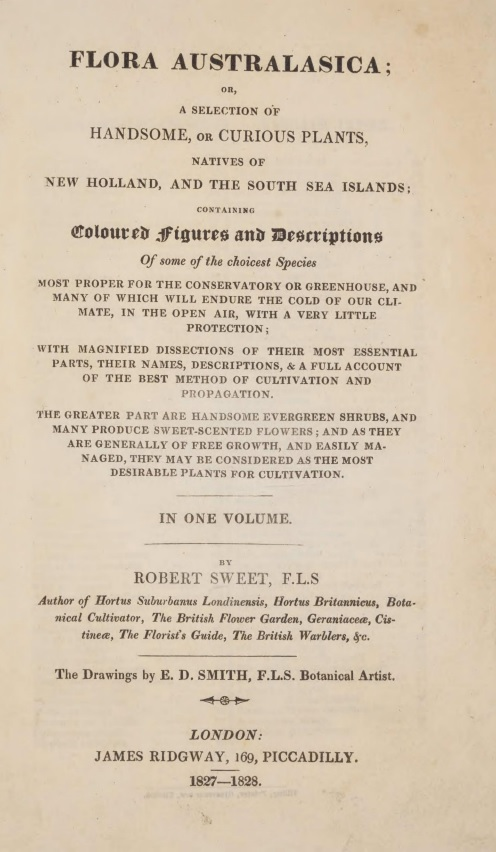
Titelseite der Flora australasica (1827–1828)

Robert Sweet (* 1783 in Cockington bei Torquay; † 20. Januar 1835 in Chelsea) war ein englischer Botaniker. Sein offizielles botanisches Autorenkürzel lautet „Sweet“.

## Ehrungen
Am 14. Februar 1812 wurde Sweet zum Mitglied („Fellow“) der Linnean Society of London gewählt.
Die Pflanzengattung Sweetia Spreng. (1825, nom. cons.) aus der Familie der Hülsenfrüchtler (Fabaceae) ist vermutlich nach ihm benannt.

## Schriften (Auswahl)
- Hortus suburbanus Londinensis. James Ridgway, London 1818 (Digitalisat).
- Geraniaceae. 5 Bände, James Ridgway, London  1820–1830 (Digitalisat).
- The hot-house and greenhouse manual, or botanical cultivator.
  - 1. Auflage. James Ridgway, London 1821 (Digitalisat).
  - 2. Auflage. James Ridgway, London 1825 (Digitalisat).
  - 3. Auflage. James Ridgway, London 1826.
  - 4. Auflage. James Ridgway, London 1828?
  - 5. Auflage. James Ridgway, London 1831.
  - 6. Auflage. Ridgway, London 1839 (Digitalisat).
- The British Warblers. An account of the genus Sylvia. W. Simpkin and R. Marshall, London 1823 (Digitalisat).
- The British flower garden. 7 Bände, James Ridgway & Sons, London [1823]–1837 (Digitalisat Band 1–3).
- Cistineae. The natural order of cistus, or rock-rose. James Ridgway, London 1825–1830 (Digitalisat).
- Sweet’s Hortus britannicus.
  - 1. Auflage. 2 Teile, James Ridgway, London 1826 (Digitalisat).
    - Neuauflage. James Ridgway, London [1826]–1827 (Digitalisat).

  - 2. Auflage. James Ridgway, London 1830.
  - 3. Auflage. James Ridgway, London 1839 (Digitalisat) – herausgegeben von George Don.
- Flora australasica. James Ridgway, London 1827–1828 (Digitalisat).
- The florist’s guide, and cultivator's directory. 2 Bände, James Ridgway, London 1827–1832 (Band 1, Band 2).

Zeitschriftenbeiträge
- On the Cultivation of Hothouse bulbous-rooted Plants. In: The Gardener’s Magazine, and Register of Rural and Domestic Improvement. Band 1, 1826, S. 31–33 (Digitalisat).